# Eric Kugelberg
Eric Klas Henrik Kugelberg, född 3 maj 1913 i Adolf Fredriks församling, död 14 juni 1983, var en svensk nervläkare. Han disputerade 1944 vid Karolinska Institutet, blev senare professor i nervsjukdomar och var överläkare vid neurologiska kliniken på Karolinska sjukhuset. Han blev 1968 ledamot av Vetenskapsakademien.